# Площа Вардананц
40°47′07″ пн. ш. 43°50′30″ сх. д. / 40.7853° пн. ш. 43.8417° сх. д.
Площа Вардананц (вірм. Վարդանանց Հրապարակ) — найбільша площа у вірменському місті Ґюмрі.
Названа в пам'ять про битву вірменського війська на чолі з Варданом Маміконяном  з перською армією на Аварайрському полі.

## Історія
Площа Травневих перемог (вірм. Մայիսյան Ապստամբության հրապարակ) — саме так за радянської влади на честь повстання 1920 року прокомуністичних сил у Вірменії назвали площу — відкрилася в центрі Ґюмрі у 1930-х роках; автором її проєкту став відомий архітектор Олександр Таманян.
25 червня 2016 року Папа римський Франциск, який перебував з триденним апостольським візитом у Вірменії, провів на площі Вардананц літургію за латинським обрядом. У церемонії також взяв участь Католикос усіх вірмен Гарегін II.

## Опис
Площа Вардананц має прямокутну форму (280×140 м). З півночі її обмежує вулиця Гая, з півдня — вулиця Вагана Чераза, з заходу — вулиця Абовяна, зі сходу — вулиця Шаумяна.
Площа прикрашена кількома фонтанами, а в її центрі розташований меморіал, присвячений Аварайрській битві. Зведений у 2008 році, він включає бронзові скульптури вірменських діячів, які очолювали вірменське військо, що оборонялося від наступу Сасанідської Персії. У центрі меморіалу розташована статуя національного героя Вірменії Вартана Маміконяна, на честь якого й назвали площу. В інших чотирьох скульптурах зображені вірменський католикос Овсеп I, князь Аршавір II Камсаракан, Гевонд Єрец, а також мати Вардана Маміконяна.
На прилеглій до площі території знаходяться церква Святої Богородиці, церква Святого Спасителя, будівля міської адміністрації, кінотеатр «Жовтень».

## Галерея

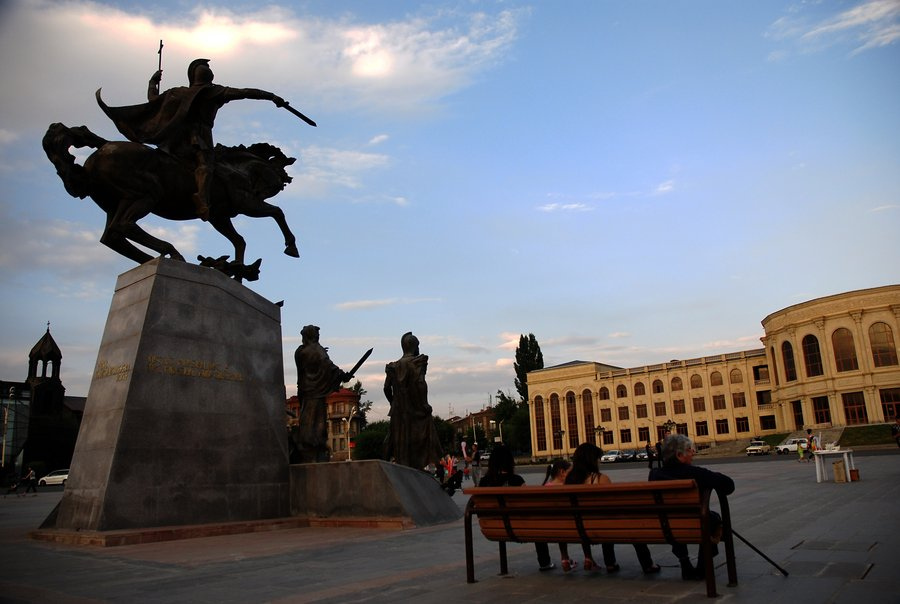
Будівля мерії
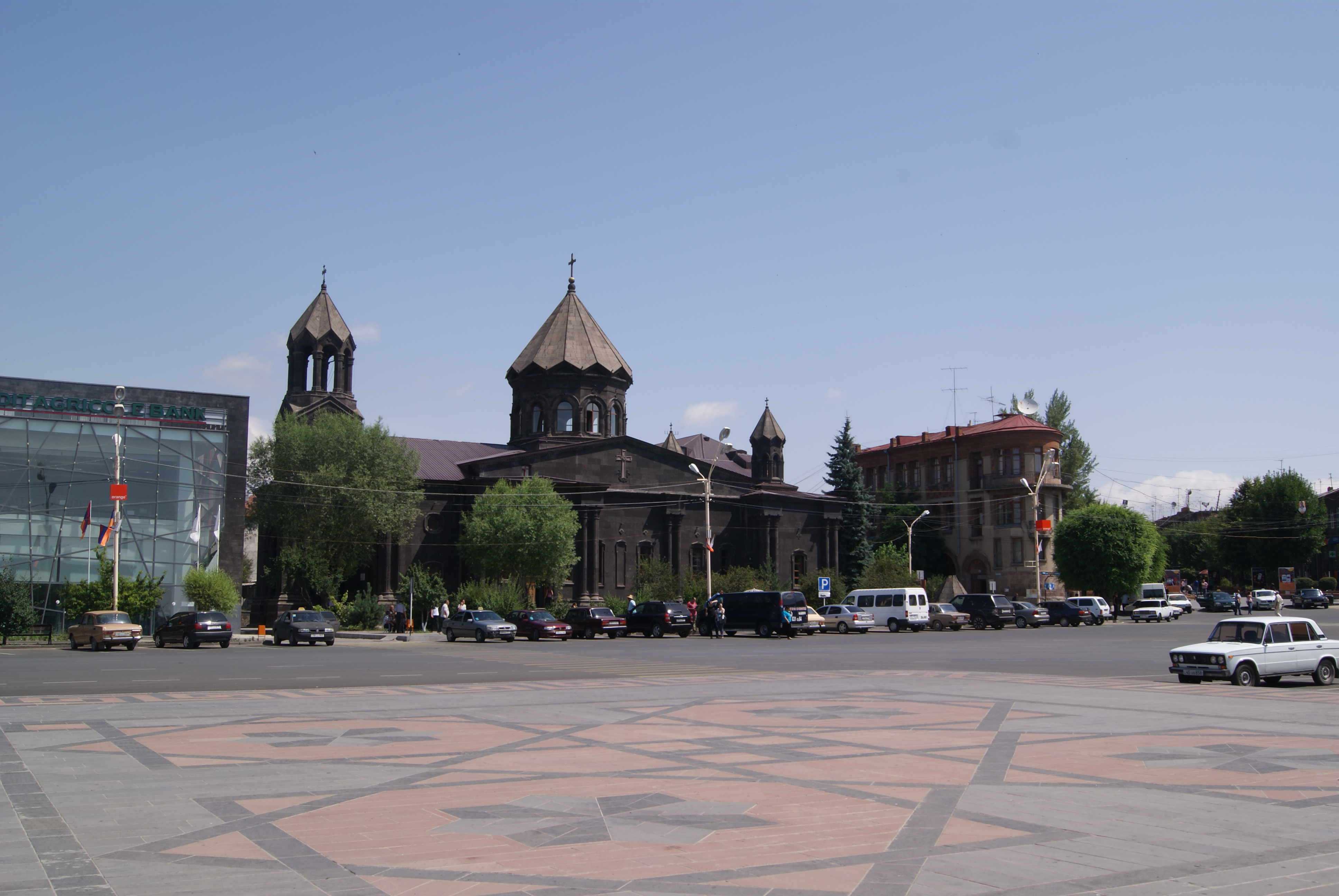
Церква Святої Богородиці
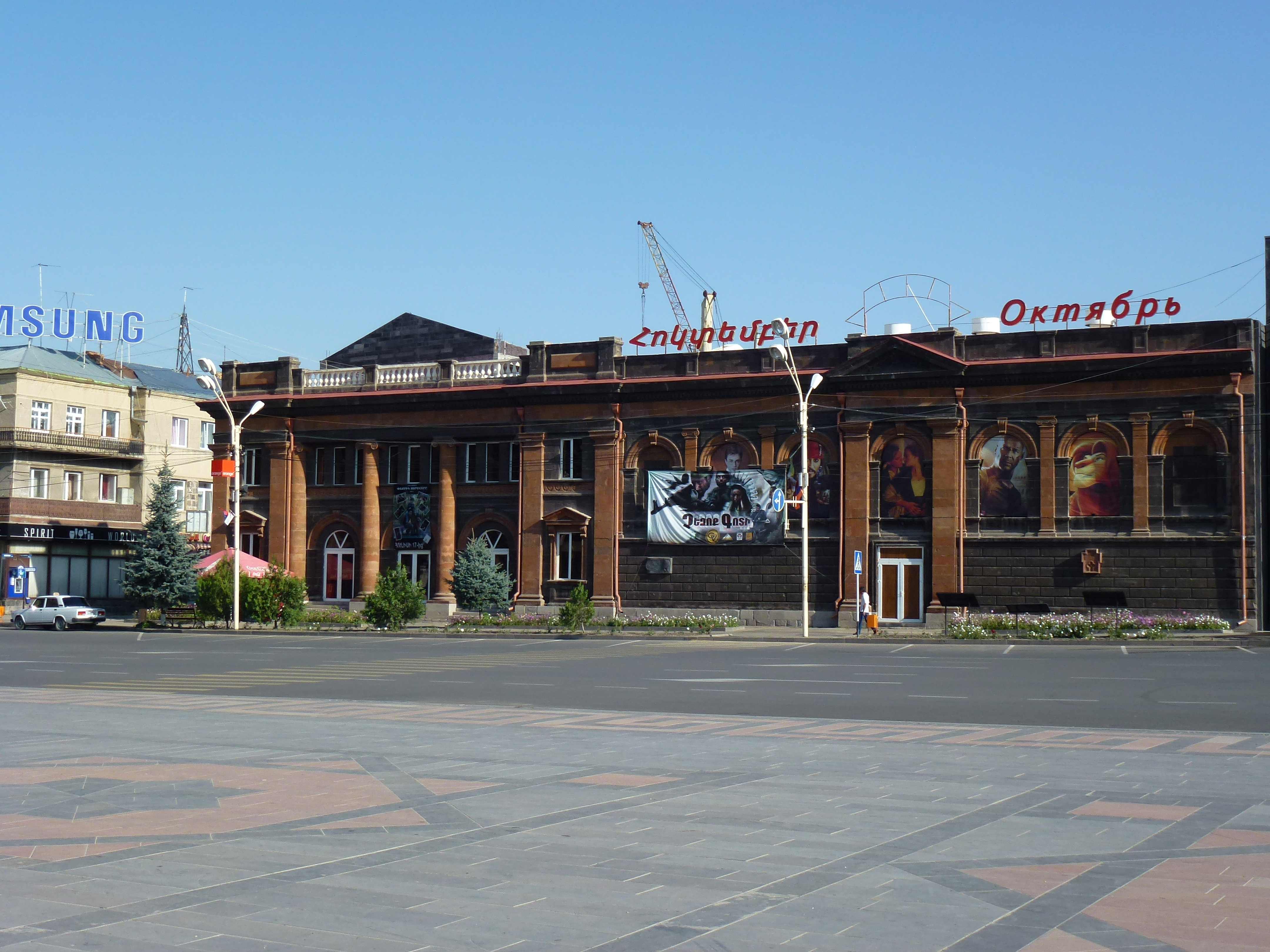
Кінотеатр «Жовтень»
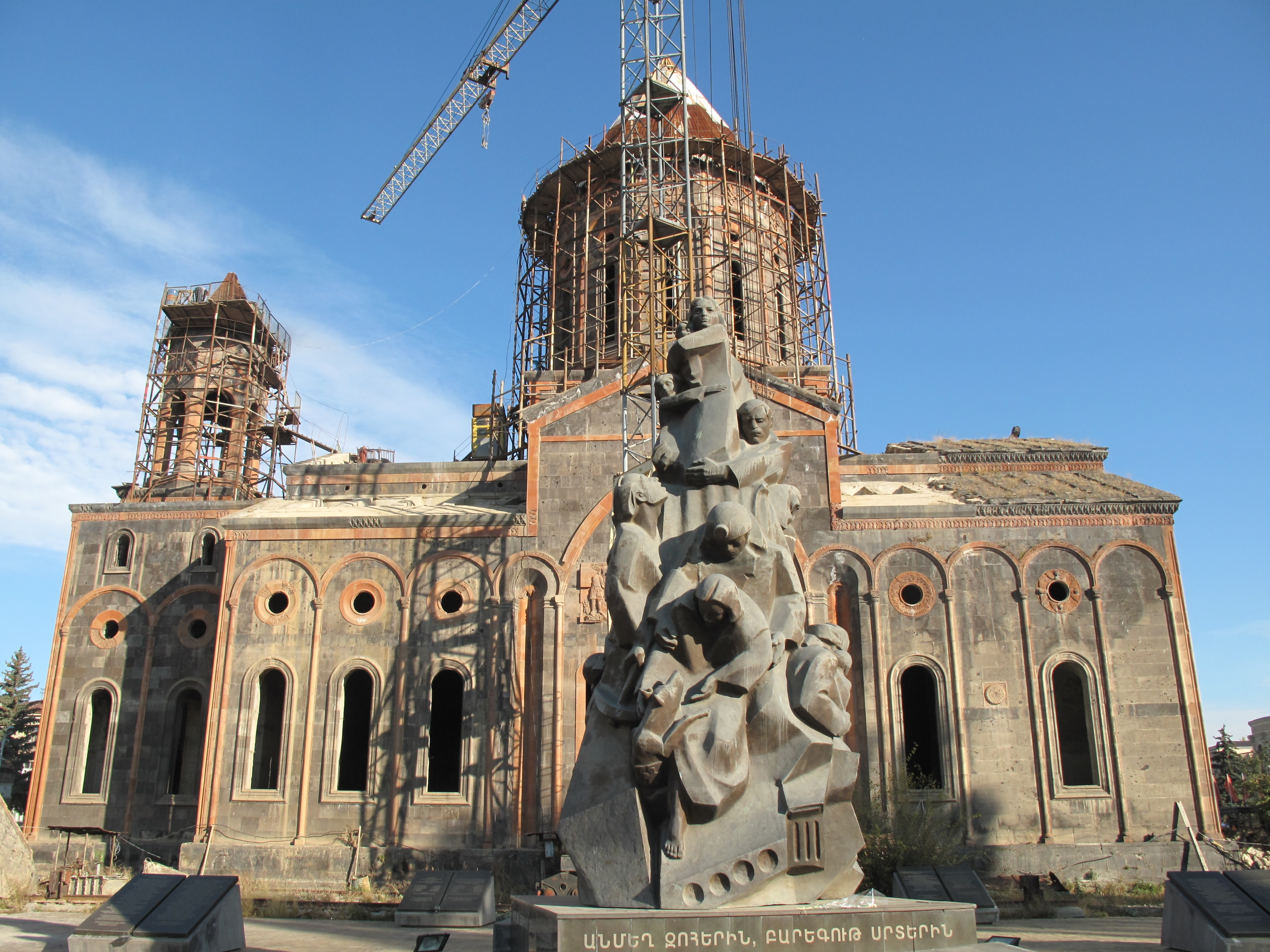
Церква Святого Спасителя